# Perborato de sodio
El perborato de sodio es un compuesto químico blanco, inodoro y soluble en agua. Su composición química es NaBO3. Se cristaliza como monohidrato, NaBO3·H2O, trihidrato, NaBO3·3H2O y tetrahidrato, NaBO3·4H2O. El monohidrato y tetrahidrato es la forma en la que se comercializa. La unidad estructural elemental del perborato de sodio es un anión dímero B2O4(OH)42–, en la que dos átomos de boro están unidos por dos puentes de peróxido, de manera que la fórmula simplificada NaBO3·nH2O es sólo una forma conveniente de expresar la composición química media.

## Usos industriales
El perborato de sodio monohidrato es utilizado comúnmente en la elaboración de productos como: polvo de lavar (detergentes en polvo) como blanqueador químico, blanqueadores de color, fabricación de algunos tipos de vidrio y algunos plásticos. 

## Características
El perborato de sodio monohidratado puede blanquear y generar oxígeno en una solución acuosa solo cuando esta alcanza una temperatura igual o superior a 60 °C. En el caso de una solución detergente la acción oxidante que produce el blanqueo es desarrollada por la liberación del oxígeno de la molécula de perborato. Otra forma de producir la liberación del oxígeno es el agregado al producto terminado o a la solución de lavado de un activador de perborato, más conocido como TAED. (el perborato también libera oxígeno al mezclarse con la lejía que es una disolución del hipoclorito sódico)

## Funciones y aplicaciones
Este compuesto combinado con ácido clorhídrico (HCl) se transforma en una mezcla corrosiva que, por sus características, ataca de forma rápida al cobre. Este hecho, unido a la fácil adquisición de ambos productos, ha transformado esta sencilla mezcla en uno de los ácidos más comunes para la realización de circuitos impresos, concretamente en la fase final del atacado químico.